# Лубја
Лубја (рус. Лубья) река је на северозападу европског дела Руске Федерације која протиче преко територија Всеволошког рејона, на северозападу Лењинградске области, те преко североисточних делова града Санкт Петербурга. Лева је притока реке Охте, те део басена реке Неве и Балтичког мора. На подручју Санкт Петербурга у доњем делу тока позната је и као Лупа (рус. Лу́ппа).
Река Лубја свој ток започиње као отока Првог Ждановског језера на подручју Лемболовског побрђа, на југу Всеволошког рејона, недалеко од града Всеволошка. Укупна дужина водотока је 26 km, а просечна ширина реке од 5 до 18 метара. Површина сливног подручја је 178 km².